# Malaysia ved sommer-OL 2024
 Der er for få eller ingen kildehenvisninger i denne artikel, hvilket er et problem. Du kan hjælpe ved at angive troværdige kilder til de påstande, som fremføres i artiklen.

Malaysia deltog i sommer-OL 2024 i Paris i Frankrig i perioden 26. juli til 11. august 2024.

## Medaljer
| 2024 Paris | Guld | Sølv | Bronze | Total |
| Malaysia   | 0    | 0    | 2      | 2     |

### Medaljevinderne
| Malaysia under sommer-OL 2024 i Paris | Malaysia under sommer-OL 2024 i Paris | Malaysia under sommer-OL 2024 i Paris | Malaysia under sommer-OL 2024 i Paris | Malaysia under sommer-OL 2024 i Paris |
| Medalje                               | Navn                                  | Sport                                 | Event                                 | Dato                                  |
| ------------------------------------- | ------------------------------------- | ------------------------------------- | ------------------------------------- | ------------------------------------- |
| Bronze                                | Aaron Chia Soh Wooi Yik               | Badminton                             | Herredouble                           | 4. august                             |
| Bronze                                | Lee Zii Jia                           | Badminton                             | Herresingle                           | 5. august                             |